# Spaniens provinser

Spaniens 50 provinser.

Spaniens provinser är 50 till antalet. De har historiskt haft stor betydelse, men den minskade allt eftersom de autonoma regionerna (17 till antalet) infördes.
Provinserna är fortfarande egna valdistrikt, har egna postnummer och är geografiska referenser. En stad anges till exempel som att den ligger i Valladolidprovinsen i stället för i Kastilien-Leonregionen.
De flesta provinser är namngivna efter dess största stad. Det finns bara två städer som är huvudstäder i den autonoma regionen utan att vara det i provinsen: Mérida i Extremadura och Santiago de Compostela i Galicien.
Sju autonoma regioner består av endast en provins. Dessa är Asturien, Balearerna, Kantabrien, La Rioja, Madrid, Murcia och Navarra.

## Lista
Förteckning över spanska regioner och provinser.
| Region Lokalt(/a) namn                                     | Regionens huvudstad               | Provins                                          | Provinsens huvudstad                           |
| Andalusien Andalucía                                       | Sevilla                           | Almería                                          | Almería                                        |
| Andalusien Andalucía                                       | Sevilla                           | Cádiz                                            | Cádiz                                          |
| Andalusien Andalucía                                       | Sevilla                           | Córdoba                                          | Córdoba                                        |
| Andalusien Andalucía                                       | Sevilla                           | Granada                                          | Granada                                        |
| Andalusien Andalucía                                       | Sevilla                           | Huelva                                           | Huelva                                         |
| Andalusien Andalucía                                       | Sevilla                           | Jaén                                             | Jaén                                           |
| Andalusien Andalucía                                       | Sevilla                           | Málaga                                           | Málaga                                         |
| Andalusien Andalucía                                       | Sevilla                           | Sevilla                                          | Sevilla                                        |
| Aragonien Aragón                                           | Zaragoza                          | Huesca                                           | Huesca                                         |
| Aragonien Aragón                                           | Zaragoza                          | Teruel                                           | Teruel                                         |
| Aragonien Aragón                                           | Zaragoza                          | Zaragoza                                         | Zaragoza                                       |
| Asturien sp. Asturias as. Asturies                         | Oviedo                            | Asturien sp. Asturias as. Asturies               | Oviedo                                         |
| Balearerna kat. Illes Balears sp. Islas Baleares           | Palma de Mallorca                 | Balearerna kat. Illes Balears sp. Islas Baleares | Palma de Mallorca                              |
| Baskien ba. Euskadi sp. País Vasco                         | Vitoria ba. Gasteiz               | Álava ba. Araba                                  | Vitoria ba. Gasteiz                            |
| Baskien ba. Euskadi sp. País Vasco                         | Vitoria ba. Gasteiz               | Guipúzcoa ba. Gipuzkoa                           | San Sebastián ba. Donostia                     |
| Baskien ba. Euskadi sp. País Vasco                         | Vitoria ba. Gasteiz               | Vizcaya ba. Bizkaia                              | Bilbao ba. Bilbo                               |
| Kanarieöarna Islas Canarias                                | Santa Cruz de Tenerife Las Palmas | Santa Cruz de Tenerife                           | Santa Cruz de Tenerife                         |
| Kanarieöarna Islas Canarias                                | Santa Cruz de Tenerife Las Palmas | Las Palmas                                       | Las Palmas                                     |
| Kantabrien Cantabria                                       | Santander                         | Kantabrien                                       | Santander                                      |
| Katalonien kat. Catalunya sp. Cataluña                     | Barcelona                         | Barcelona                                        | Barcelona                                      |
| Katalonien kat. Catalunya sp. Cataluña                     | Barcelona                         | Girona sp. Gerona                                | Girona sp. Gerona                              |
| Katalonien kat. Catalunya sp. Cataluña                     | Barcelona                         | Lleida sp. Lérida                                | Lleida sp. Lérida                              |
| Katalonien kat. Catalunya sp. Cataluña                     | Barcelona                         | Tarragona                                        | Tarragona                                      |
| Kastilien-La Mancha Castilla-La Mancha                     | Toledo                            | Albacete                                         | Albacete                                       |
| Kastilien-La Mancha Castilla-La Mancha                     | Toledo                            | Ciudad Real                                      | Ciudad Real                                    |
| Kastilien-La Mancha Castilla-La Mancha                     | Toledo                            | Cuenca                                           | Cuenca                                         |
| Kastilien-La Mancha Castilla-La Mancha                     | Toledo                            | Guadalajara                                      | Guadalajara                                    |
| Kastilien-La Mancha Castilla-La Mancha                     | Toledo                            | Toledo                                           | Toledo                                         |
| Kastilien-Leon                                             | Valladolid                        | Ávila                                            | Ávila                                          |
| Kastilien-Leon                                             | Valladolid                        | Burgos                                           | Burgos                                         |
| Kastilien-Leon                                             | Valladolid                        | León                                             | León                                           |
| Kastilien-Leon                                             | Valladolid                        | Palencia                                         | Palencia                                       |
| Kastilien-Leon                                             | Valladolid                        | Salamanca                                        | Salamanca                                      |
| Kastilien-Leon                                             | Valladolid                        | Segovia                                          | Segovia                                        |
| Kastilien-Leon                                             | Valladolid                        | Soria                                            | Soria                                          |
| Kastilien-Leon                                             | Valladolid                        | Valladolid                                       | Valladolid                                     |
| Kastilien-Leon                                             | Valladolid                        | Zamora                                           | Zamora                                         |
| Extremadura                                                | Mérida                            | Badajoz                                          | Badajoz                                        |
| Extremadura                                                | Mérida                            | Cáceres                                          | Cáceres                                        |
| Galicien ga. Galiza sp. Galicia                            | Santiago de Compostela            | La Coruña                                        | La Coruña                                      |
| Galicien ga. Galiza sp. Galicia                            | Santiago de Compostela            | Lugo                                             | Lugo                                           |
| Galicien ga. Galiza sp. Galicia                            | Santiago de Compostela            | Orense                                           | Orense                                         |
| Galicien ga. Galiza sp. Galicia                            | Santiago de Compostela            | Pontevedra                                       | Pontevedra                                     |
| La Rioja                                                   | Logroño                           | La Rioja                                         | Logroño                                        |
| Madrid                                                     | Madrid                            | Madrid                                           | Madrid                                         |
| Murcia                                                     | Murcia                            | Murcia                                           | Murcia                                         |
| Navarra ba. Nafarroa                                       | Pamplona ba. Iruña                | Navarra ba. Nafarroa                             | Pamplona ba. Iruña                             |
| Valencia vl. Comunitat Valenciana sp. Comunidad Valenciana | Valencia                          | Alicante vl. Alacant                             | Alicante vl. Alacant                           |
| Valencia vl. Comunitat Valenciana sp. Comunidad Valenciana | Valencia                          | Castellón vl. Castelló                           | Castellón de la Plana vl. Castelló de la Plana |
| Valencia vl. Comunitat Valenciana sp. Comunidad Valenciana | Valencia                          | Valencia vl. València                            | Valencia vl. València                          |